# Ficinia oligantha
Ficinia oligantha là loài thực vật có hoa trong họ Cói. Loài này được (Steud.) J.Raynal mô tả khoa học đầu tiên năm 1974.